# Ближневосточный неолит

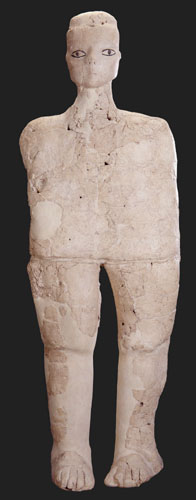
«Терафим» из Айн-Газаль

Ближневосточный неолит — хронологически первый в мире очаг неолитической культуры, сложившийся на Ближнем Востоке (область «плодородного полумесяца») вследствие долгого процесса неолитизации (в литературе прежних лет именовавшегося неолитической революцией). По хронологии ASPRO подразделяется на 9 периодов, охватывающих время между 12 500 и 4 500 годами до н.э.
Материнской культурой неолита на западе Евразии и на севере Африки считается натуфийская, представители которой перешли от присваивающего к производящему (сельскому) хозяйству (культура пшеницы, ячменя, чечевицы). Злаки срезали каменными серпами, а полученное зерно мололи ручными зернотерками. Для возделывания полей стали возникать многолюдные поселения (благо сельскохозяйственное производство позволяло прокормить растущие массы населения). Более поздние культуры неолита одомашнили таких животных, как коза, овца, свинья.
Отличительной особенностью ближневосточного неолита является наличие докерамического периода, когда ёмкостями служили обмазанные смолой или глиной плетеные корзины. В это время на Земле появились первые города: Иерихон, Джерф-эль-Ахмар, Невалы-Чори (9 тыс. до н. э.), Айн-Газаль (8 тыс. до н. э.). Первые жилища были круглыми, со временем появились четырехугольные хижины с очагами. Первые города окружались стенами, а их население могло достигать тысячи человек. 
Религиозные представления неолита иллюстрируют практика сохранения (и размещения в жилище) голов предков, а также создание алебастровых куколок. Известны следы человеческих жертвоприношений (Домузтепе), напоминающие легенды о тофет. Некоторые сообщества, очевидно, исповедовали культ Богини-Матери.
В этническом плане ближневосточный неолит представлял собой зону взаимодействия племен афразийской и синокавказской групп языков, которые являлись носителями гаплогрупп J и G.
Под влиянием ближневосточного неолита сложились соседние центры экономики и культуры (например, балканский неолит и джейтунская культура в Средней Азии), а на смену ему пришли первые цивилизации Шумера и Древнего Египта.